# Indosasa shibataeaoides
Indosasa shibataeaoides är en gräsart som beskrevs av Mcclure. Indosasa shibataeaoides ingår i släktet Indosasa och familjen gräs. Inga underarter finns listade i Catalogue of Life.